# 스보르스크
스보르스크(노르웨이어:Svorsk) 또는 스보르스카(스웨덴어:Svorska)는 스웨덴어와 노르웨이어의 혼합어다.
스보르스크라는 용어는 자신의 모국어와 다른 언어의 단어를 섞어 사용하는 사람(거의 전적으로 스웨덴 또는 노르웨이 사람)의 언어를 묘사하는 데 사용된다. 이러한 현상은 두 나라 간의 긴밀한 비즈니스 및 무역 관계와 두 언어 간의 상호 의사소통성을 고려할 때 흔하며, 후자는 다시 고대 노르드어에서 노르웨이어와 스웨덴어 모두가 공통 조상과 병행 발전을 했기 때문이다(북게르만어군 참조). 이 용어는 1970년대에 유래했다.
노르웨이어를 포함하여 언어에 동화된 개별 스웨덴 외래어 및 구문은 스베시슴 (svesismer)이라고 불린다. 이 경향은 1814년 덴마크-노르웨이 연합 해체 이후 노르웨이어에서 계속되어 왔지만, 1905년 노르웨이-스웨덴 연합 해체 이후 상당히 가속화되었고 노르웨이어 언어학의 지속적인 현상이었으며 지금도 그렇다. 실제로 저명한 노르웨이 언어학자 핀에리크 빈예는 제2차 세계 대전 이후 이러한 유입을 파도처럼 밀려오는 현상으로 특징짓는다.
스보르스크에서 사용되는 특정 어휘는 없다. 그 버전은 농담 같은 말(사람의 주요 언어에서 무작위 모음을 바꾸는 것)에서부터 다른 언어의 합리적인 핵심 단어 세트를 알고 사용하는 것(스웨덴어의 lita, ursäkta, kolla, 노르웨이어의 hengsler, pils, potet 등 수많은 단어들)까지 다양하다.

## 같이 보기
- 러시아노르웨이어
- 포르투뇰
- 수르지크어
- 트라샨카